# Moscow Music Peace Festival
Moscow Music Peace Festival byl dvoudenní rockový festival, který se konal 12. a 13. srpna 1989 na Centrálním Leninově stadionu (dnes stadion Lužniki) v Moskvě. Akce, přezdívaná „ruský Woodstock“, byla uspořádána s cílem podpořit boj proti drogám a alkoholu, stejně jako propagaci míru mezi Východem a Západem během období glasnosti v Sovětském svazu. Festival organizoval Doc McGhee, manažer několika slavných kapel, a podílela se na něm i sovětská vláda, která umožnila jeho konání v dosud přísně regulovaném kulturním prostředí. Celkem se festivalu zúčastnilo přibližně 150 000 návštěvníků, což z něj činilo jednu z největších hudebních událostí v historii SSSR. Během této akce se také v hlavě zpěváka Klause Meineho ze Scorpions zrodil nápad na ikonickou skladbu Wind of Change, která se později stala symbolem politických změn ve východní Evropě.

## Vystupující
Na festivalu vystoupily některé z nejvýznamnějších světových rockových skupin tehdejší doby spolu se třemi domácími skupinami:
- Bon Jovi
- Mötley Crüe
- Scorpions
- / Ozzy Osbourne (s kapelou ve složení Zakk Wylde – kytara, Geezer Butler – baskytara, Randy Castillo – bicí a John Sinclair – klávesy[5])
- Skid Row
- Cinderella
- Gorky Park (rusky Парк Горького, Park Gorkogo)
- Nuance (rusky Нюанс, Njuanc)
- Brigada S.(rusky Бригада С)

## Kontroverze
Zatímco oficiálně měl festival šířit poselství o zdrženlivosti od drog, mnozí účinkující se v zákulisí oddávali alkoholu a dalším neřestem, což vedlo k napětí mezi kapelami. Kromě toho došlo k zákulisním sporům, například kvůli používání pyrotechniky – Bon Jovi údajně měli povoleno ohňové efekty, zatímco Mötley Crüe, kterým bylo původně řečeno, že se pyrotechnika nesmí používat, byli touto výjimkou pobouřeni. Po skončení festivalu byl jeho hlavní organizátor Doc McGhee kvůli zákulisním machinacím a protežování některých kapel vyhozen z pozice manažera Mötley Crüe.